# Лифт Байлун
Лифт Байлун (кит. упр. 百龙电梯, буквально: «Лифт Ста Драконов») — это самый высокий внешний лифт в мире. Он поднимает туристов на высоту 326 метров, на смотровую площадку на вершине горы в национальном парке Чжанцзяцзе в провинции Хунань.

## Описание
Лифт состоит из трёх двухэтажных кабин, чья грузоподъемность составляет 3750 килограмм. Одна кабина может поднять или спустить за один раз 48—50 пассажиров. На лифте также установлены сейсмические датчики, при срабатывании которых лифты должны в короткие сроки эвакуировать всех людей вниз. Очередь на лифт может достигать четырёх часов.
«Лифт Ста Драконов» становился не один раз участником Книги рекордов Гиннесса. Так, он является самым большим по грузоподъёмности и самым быстрым пассажирским лифтом, самым высоким современным подъёмником, самым высоким открытым экспозиционным лифтом.
Строительство лифта началось в октябре 1999 года, а в 2002 году он был открыт для посещения. Влияние лифта на экологию являлось предметом широкого обсуждения, так как в 2002 году Улинъюань получил статус объекта всемирного наследия. Работа лифта приостанавливалась на 10 месяцев в 2002—2003 годах из-за проблем с безопасностью.